# آل عمران

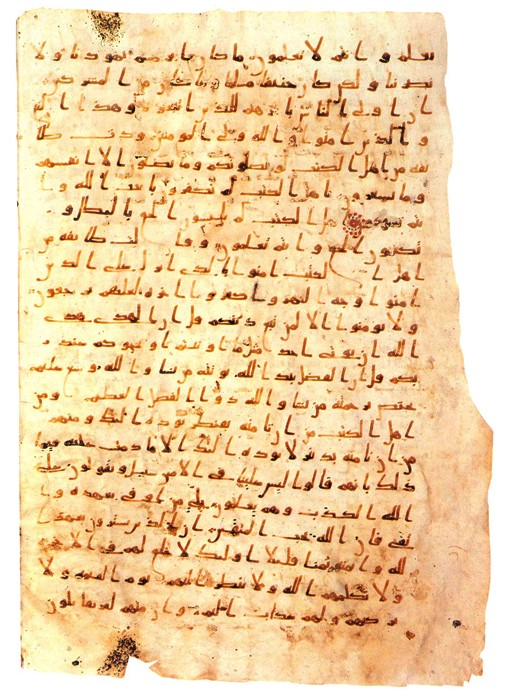
نسخهٔ خطی شامل آیات سوره آل عمران نوشته شده با خط حجازی که به اواخر قرن اول قرن هجری برمی گردد.

آل عمران سومین سوره در مصحف کنونی و سوره‌ای مدنی است. از نظر ترتیب نزول هشتاد و نهمین سوره‌ قرآن است که پیش از سوره احزاب و پس از سوره انفال در مدینه نازل شده‌است. با حروف مقطعه آغاز می‌شود و ۲۰۰ آیه، ۳۴۸۰ یا ۳۵۰۸ کلمه و ۱۴۵۲۵ یا ۱۴۹۸۴ حرف دارد.

## نام‌ها
بنابه گزارش منابع اسلامی، این سوره ۴ نام مشهور دارد که «آل‌ عمران» مشهورترین نام آن است و از آیه ۳۳ سوره  گرفته شده‌است. «طیّبه» به معنای پاکیزه و «زهراء» به معنی درخشان، «دیباج‌القرآن» یا «دیابیج‌القرآن» اسامی دیگر این سوره است که در فرهنگ‌نامه علوم قرآن به آنها اشاره شده‌است.

## محتوا و ساختار
سوره آل‌عمران سومین سوره قرآن در ترتیب مصحف کنونی و از نظر ترتیب نزول هشتاد و نهمین سوره‌ای‌ است که پیش از سوره احزاب و پس از سوره انفال نازل شده‌است. ولی بنابر آنچه در دانشنامه بزرگ اسلامی آمده، این سوره یکی از هفت سوره بلند قرآن می‌باشد که بنابر قول منسوب به علی بن ابی‌طالب، ابن‌عباس و جابر بن زید، هشتاد و هفتمین سورهٔ نازل شدهٔ قرآن است.
این سوره به دوران پرتنش جنگ بدر و احد و جنگ با غیرمسلمانان مربوط می‌شود. محتوای این سوره پیرامون چند موضوع کلی است:
1. معارف اسلامی مانند توحید، معاد، و صفات خداوند.
2. جهاد و شرح عبرت‌ها از دو غزوهٔ بدر و احد.
3. برخی احکام اسلامی مانند حج و امر به معروف و نهی از منکر.
4. تاریخ پیامبرانی مانند آدم، نوح، ابراهیم، موسی، و عیسی و داستان مریم فرزند عمران.[۵]

به گزارش فرهنگ‌نامه علوم قرآن؛ در این سوره مسلمانان به وحدت و عدم تفرقه، صبر و ثبات قدم در دفاع از اسلام و تقویت آن دعوت شده و آنان نسبت به مخالفان اسلام مانند یهودیان و مسیحیان و مشرکان، که در آن زمان به مبارزه با اسلام اهتمام داشتند، هشدار داده شده‌اند. شناخت مردم و جامعه، جریان ولادت عیسی و یحیی، یادکرد برخی از غزوه‌های محمد، ماجرای مباهله، مقام شهید و فضیلت جانبازی و مسائل عقیدتی از دیگر نکات مهم محتوایی این سوره هستند.

## یادداشت
1. ↑  متن عربی آیه: «اِنَّ اللهَ اصْطَفی آدَمَ وَ نُوحاً وَ آلَ اِبراهیمَ و آلَ عِمرانَ عَلَی العالَمینَ.» ترجمه: خداوند، آدم و نوح و خاندان ابراهیم و خاندان عمران را بر جهانیان برتری داد.